# Sara Sánchez Calvo
Sara Sánchez Calvo (Madrid, 4 de diciembre de 1980) es una investigadora, fotógrafa y escritora feminista española. Su trabajo se centra en la recuperación histórica de mujeres invisibilizadas, la genealogía feminista y la historia del movimiento obrero desde una perspectiva de género. Es autora del libro Jeanne Deroin. Una voz para las oprimidas. Vida, revolución y exilio, donde analiza la figura de Jeanne Deroin, pionera sufragista, líder obrera y feminista del siglo XIX.

## Trayectoria
Estudió Bellas Artes en la Universidad Complutense de Madrid (UCM), donde posteriormente se doctoró en Estudios Feministas y de Género. Su tesis doctoral, titulada Jeanne Deroin. Une voix pour les femmes; vida, revolución y exilio, recibió el Premio Extraordinario de Doctorado y el XI Premio de la Asociación Española de Investigación sobre la Historia de las Mujeres (AEIHM).
Comenzó a interesarse por el reportaje fotográfico a los veinte años, tras formarse con la fotógrafa Cristina García Rodero, y desarrolló su carrera como fotoperiodista. Ha colaborado con la Agencia EFE, Europa Press, Mundo Obrero y el diario económico Expansión, y sus fotografías han sido publicadas en periódicos nacionales como El País, El Mundo, ABC y Diario Red, e internacionales como Daily Mirror y The New York Times, medio en el que publicó una foto sobre el incendio de la catedral de Notre Dame de París.  Como fotógrafa, ha realizado también proyectos artísticos relacionados con la representación de las mujeres y la construcción social de los géneros. Ha presentado exposiciones individuales en diversas ciudades y participado en muestras colectivas.
Desde 2007, ha residido de manera intermitente en París, y allí complementó su formación en la Universidad de París 1 Panthéon-Sorbonne, donde profundizó en el análisis del feminismo europeo del siglo XIX. Allí fue integrante del grupo de trabajo sobre las mujeres y el feminismo en el movimiento sansimoniano del proyecto de investigación francés "Saint-Simonisme 18-21, Le Saint-simonisme: une utopie innovante à revisiter" (ANR). Su labor investigadora la llevó a colaborar durante varios años con la Universidad Paris 1 Panthéon-Sorbonne y a realizar trabajo de campo en Londres. Es autora de diversos artículos académicos publicados en España y Francia, y coeditora del libro Hilos Violeta. Nuevas propuestas feministas (2019), publicado por Traficantes de sueños.
Como activista, ha participado durante más de dos décadas en numerosas organizaciones sociales, asambleas y asociaciones feministas, además de trabajar en el Ministerio de Igualdad durante la XIV legislatura. Desde 2014, se dedica a la divulgación histórica sobre mujeres a través de redes sociales y otros medios, bajo el hashtag #LuchadorasYPioneras, visibilizando figuras femeninas olvidadas o invisibilizadas en la historia.
En 2023, publicó su primera obra, Jeanne Deroin. Una voz para las oprimidas. Vida, revolución y exilio, basada en su investigación doctoral. El libro reivindica a Jeanne Deroin como una figura destacada en la historia del feminismo, el movimiento obrero y el periodismo feminista, destacando su papel como la primera mujer en presentarse a unas elecciones en Francia en 1849, así como sus contribuciones al bienestar animal y el vegetarianismo. La investigación de Sánchez combina análisis de fuentes primarias, como cartas y artículos periodísticos, con un enfoque contextual que conecta el pensamiento de Deroin con el de otras feministas y socialistas de su época. También documenta los retos personales y políticos que enfrentó Deroin, incluyendo la pobreza, el exilio y la discriminación por parte de sus propios compañeros socialistas.

## Reconocimientos
Sara Sánchez Calvo ha sido distinguida por la excelencia de su trayectoria académica y su contribución a los estudios de género e historia de las mujeres. Su tesis doctoral, defendida en la Universidad Complutense de Madrid (UCM), obtuvo la calificación cum laude y el Premio Extraordinario de Doctorado en 2022, un reconocimiento reservado a investigaciones de carácter excepcional. Ese mismo trabajo fue galardonado con el XI Premio de la Asociación Española de Investigación sobre la Historia de las Mujeres (AEIHM), una distinción que destaca su aportación al campo de la historiografía feminista y su relevancia en la reconstrucción de genealogías de mujeres invisibilizadas.

## Obra
- 2023 – Jeanne Deroin. Una voz para las oprimidas. Vida, revolución y exilio. Editorial Comares. ISBN 978-84-1369-653-9.